# Journey of Souls
Journey of Souls è il secondo album della band Symphonic power metal-fantascientifica norvegese Keldian, pubblicato nel maggio 2008 dalla casa discografica statunitense Perris Records.
Il titolo è tratto dall'ultimo verso dell'ultima traccia, "Dreamcatcher".

## Tracce
- The Last Frontier - 3:25
- Lords of Polaris - 5:12
- Reaper - 3:34
- The Ghost of Icarus - 4:11
- Memento Mori - 9:18
- Vinland - 5:30
- The Devil in Me - 4:28
- Hyperion - 4:52
- God of War - 4:56
- Starchildren - 4:30
- Dreamcatcher - 3:40

Tutti i brani sono stati composti da Andresen/Aardalen

## Formazione
- Christer Andresen - voce, chitarra elettrica e acustica, basso elettrico
- Arild Aardalen - tastiere, Seconda voce

## Altri musicisti
- Jørn Holen - Percussioni
- Per Hillestad - Percussioni
- H-man - Percussioni
- Anette Fodnes - Cori
- Maja Svisdahl - Cori
- Gjermund Elgenes - Cori
- Anne Marit Bergheim - Cori e Mandolino
- Gunhild Mathea Olaussen - Violino
- Asle Tronrud - Harding fiddle